# Small-Fiber-Neuropathie
Eine Small-Fiber-Neuropathie ist eine Erkrankung, die hauptsächlich durch eine Nervenschädigung der kleinen peripheren Nervenfasern verursacht wird. Diese sogenannten myelinisierten Aδ-Fasern und unmyelinisierten C-Fasern finden sich in der Haut, in den peripheren Nerven und in verschiedenen Organen. Sie dienen der Innervation der Haut (somatische Fasern) und sind an der Regulation der Organe beteiligt (autonome Fasern). Die betroffenen Patienten leiden oft unter brennenden Schmerzen der unteren Extremitäten, die Symptome sind jedoch vielfältig. Die Krankheit verläuft häufig langsam progredient. Rund 49 Prozent aller Fibromyalgie-Patienten zeigen nachweislich eine Schädigung der kleinen Nervenfasern.

## Symptome
Eine Small-Fiber-Neuropathie zeichnet sich vor allem durch brennende, ziehende oder stechende Nerven- und Muskelschmerzen aus. Je nach Ausprägung können die Schmerzen mild bis sehr stark ausfallen. Bei vielen Patienten nehmen die Schmerzen in Ruhe zu, zum Beispiel nachts; andere Patienten hingegen leiden vor allem bei körperlicher Belastung unter Schmerzen. Häufig beginnt die Small-Fiber-Neuropathie mit einem Kribbeln oder Taubheitsgefühlen in den äußeren Extremitäten, also in den Füßen oder Händen, und breitet sich dann in den Beinen und Armen aus. Es gibt aber auch Fälle, in denen bereits zu Beginn der Erkrankung der ganze Körper schmerzt. Darüber hinaus entwickeln viele Patienten weitere – vorrangig das autonome Nervensystem betreffende – Symptome wie Fatigue, trockene Augen, Magen-Darm-Probleme, verminderten oder verstärkten Harndrang, Tachykardie, veränderte Schweißsekretion oder Hautirritationen wie Rötungen und Juckreiz.

## Diagnostik

### Untersuchungsmethoden
Im Vordergrund steht eine ausführliche klinische Untersuchung und Anamneseerhebung hinsichtlich möglicher Ursachen. Die klinische-apparative Diagnostik auf Nervenleitgeschwindigkeit und Elektromyografie sind meistens unauffällig, da sie vorwiegend die großen Nervenfasern erfassen. Eine Hautstanzbiopsie zur Erfassung der intraepidermalen Nervenfaserdichte durch ein neuropathologisches Labor besitzt daher den höchsten diagnostischen Stellenwert. Weiter werden in der speziellen Diagnostik auch die Quantitative sensorische Testung (QST) und der Quantitative sudomotorische Axonreflex-Test (QSART) eingesetzt, um Schmerzempfindlichkeit, Temperatur- und Vibrationswahrnehmung sowie die Funktion autonomer Nervenfasern der Schweißdrüsen zu erfassen.
Für die Bestimmung einer Herz-Kreislaufstörung durch eine orthostatische Dysregulation werden ein aktiver Stehtest (Schellong-Test) oder ein passiver Stehtest (NASA-Lean-Test) sowie ggf. eine ergänzende Kipptischuntersuchung empfohlen.

### Ursachensuche, Begleiterkrankungen und Differentialdiagnosen
Im Rahmen der Diagnostik einer Small-Fiber-Neuropathie ist auch die Ursachensuche von Bedeutung. Die möglichen Ursachen sind dabei vielfältig. Eine-Small-Fiber-Neuropathie kann genetisch bedingt (hereditär) sein (primäre Small-Fiber-Neuropathie) oder erworben werden (sekundäre Small-Fiber-Neuropathie). Auch eine multifaktorielle Entstehung ist möglich, wenn mehrere bekannte Ursachen gleichzeitig ausfindig gemacht werden können.
Während genetische Ursachen seltener auftreten, ist die häufigste sekundäre Ursache der Diabetes mellitus bzw. eine gestörte Glukosetoleranz. Neben metabolischen und autoimmunvermittelten Ursachen und Erkrankungen können auch Medikamente oder Substanzmittel sowie Infektionen eine Small-Fiber-Neuropathie auslösen oder begleiten. Bei einem Teil der Betroffenen bleibt die Ursache unklar: Von einer idiopathischen Small-Fiber-Neuropathie wird ausgegangen, nachdem alle anderen Differentialdiagnosen ausgeschlossen wurden.
| Kategorien                                   | Kategorien                                | Beispiele |
| -------------------------------------------- | ----------------------------------------- | --- |
| Primäre (hereditäre) Small-Fiber-Neuropathie |                                           | Erythromelalgie, Natriumkanalerkrankungen, Amyloidose, Morbus Fabry, hereditäre und sensible autonome Neuropathien, Ehlers-Danlos-Syndrom, Marfan-Syndrom                                                              |
| Sekundäre Small-Fiber-Neuropathie            | Metabolisch                               | Diabetes mellitus, gestörte Glukosetoleranz, Hypothyreose, Vitamin-B12-Mangel |
|                                              | Autoimmunvermittelt                       | Sjögren-Syndrom, Sarkoidose, Lupus erythematodes, posturales (orthostatisches) Tachykardiesyndrom, monoklonale Gammopathie, Zöliakie, Small-Fiber-Neuropathie-Guillain-Barré-Syndrom, autoimmune autonome Neuropathien |
|                                              | Medikamenten- und substanzmittelinduziert | Vitamin-B6-Überdosierung, Alkohol, Chemotherapeutika, Antibiotika |
|                                              | Infektiös                                 | Hepatitis, HIV, Borreliose, Epstein-Barr-Virus, SARS-CoV-2 |
|                                              | Sonstige                                  | Paraneoplastisch |

## Therapie
In erster Linie wird versucht, die zugrundeliegende Ursache (z. B. erhöhter Blutzuckerspiegel) zu behandeln. Gegen die Schmerzen werden Antikonvulsiva, Lokalanästhetika, Opioide oder Antidepressiva eingesetzt.

### Leitlinie
- S1-Leitlinie Diagnostik bei Polyneuropathien der Deutschen Gesellschaft für Neurologie. In: AWMF online (Stand April 2024)

### Einführungen
- Fiona Fischer, Maike F. Dohrn, Romina Kapfenberger et al.: Neuropathische Schmerzen als Symptom bei autonomen Neuropathien und anderen seltenen Erkrankungen. In: Der Schmerz. Band 38, 10. Januar 2024, S. 33–40, doi:10.1007/s00482-023-00783-w.

- Lan Zhou, Jinny Tavee: Small fiber neuropathy: A burning problem. In: Cleveland Clinic Journal of Medicine. Vol. 76, 1. Mai 2009, S. 297–305. doi:10.3949/ccjm.76a.08070 (englisch).